# 스페인의 군주 배우자 목록
스페인의 군주 배우자의 직위는 스페인의 왕비이자 스페인의 왕세자의 모후에게 내려지는 직위이므로 이 직위는 카스티야 왕국과 아라곤 왕국으로부터 비롯 되었고 한 때는 프랑스의 나폴레옹 1세 황제의 동생의 정실 부인에에 위임되기도 했다. 스페인의 왕비의 직위는 유럽의 다른 나라의 왕비의 직위처럼 오래된 직위이다.

## 합스부르크 가
- 이자벨 드 포르투갈 왕녀-카를로스 1세의 왕비, 펠리페 2세의 어머니
- 마리아 마누엘라-펠리페 2세의 첫째 왕비
- 메리 1세-펠리페 2세의 둘째 왕비
- 엘리자베트 드 프랑스-펠리페 2세의 셋째 왕비
- 오스트리아의 안나-펠리페 2세의 넷째 왕비, 펠리페 3세의 어머니
- 오스트리아의 마르가레테 (1584년~1611년)-펠리페 3세의 왕비, 펠리페 4세의 어머니
- 엘리자베트 드 부르봉 (1602년~1644년)-펠리페 4세 첫째 왕비
- 오스트리아의 마리아나 (1634년~1696년)-펠리페 4세의 둘째 왕비, 카를로스 2세의 어머니
- 마리루이즈 도를레앙 (1662년~1689년)-카를로스 2세의 첫째 왕비
- 마리아 아나 폰 팔츠노이부르크 (1667년~1740년)-카를로스 2세의 둘째 왕비

## 부르봉 가
- 마리아 루이사 디 사보이아 왕녀 - 스페인 국왕 펠리페 5세의 첫째 왕비, 스페인 국왕 루이스 1세와 페르난도 6세의 어머니
- 엘리사베타 파르네세 디 파르마 공녀 - 스페인 국왕 펠리페 5세의 둘째 왕비, 스페인 국왕 카를로스 3세의 어머니
- 오를레앙의 루이즈 엘리자베트 - 스페인 국왕 루이스 1세의 왕비
- 바르바라 지 포르투갈 왕녀 - 스페인 국왕 페르난도 6세의 왕비

## 보나파르트 가
- 줄리 클라리 - 스페인 국왕 호세 1세의 아내

## 같이 보기
- 스페인 국왕 목록